# 肱骨
肱骨（humerus）是肩到肘的長骨，是上臂的一部分。它將肩胛骨和前臂的橈骨和尺骨連接起來。肱骨由三部分組成。肱骨上端包括一個球型部分、一個較窄的頸部及兩個小突起，分别称为大结节、小结节。肱骨幹上半部為圓柱形，下半部則較似棱柱。肱骨下端包含兩個上髁、兩個突起（肱骨滑車和肱骨小頭）及三個窩（冠狀窩、橈骨窩和鷹嘴窩）。
肱骨真正的頸部叫做解剖頸，而大小結節下方的易斷部份稱為外科頸，因此经常成为外科医生关注的焦点。

## 詞源
humerus一詞源於拉丁語：，指上臂、肩部，語源上與哥德語ams 及希臘語ōmos有關。

## 結構

### 關節
在肩關節，肱骨頭與肩胛骨的肩臼連接。在手肘處，肱骨小頭與橈骨頭部連接，肱骨滑車與尺骨的滑車切跡連接。
- 人體肩關節結構（前向後視角）。
- 人體肩關節結構（後向前視角）。
- 左肩、肩鎖關節及肩胛骨的韌帶。
- 肱骨頭
- 旋後肌（英语：Supinator_muscle）

### 神經
腋神經位於肱骨頭附近，與肩帶為鄰。肩關節脫臼有機會導致腋神經或腋動脈受損。脫臼的病徵包括正常肩部輪廓有改變及肩峰處有可以觸摸到的下陷。
橈神經與肱骨走向相近。在肱骨中部，橈神經從肱骨橈溝由骨頭後方繞到前方。如肱骨中部斷裂，橈神經可能受損。
尺神經在肱骨末端接近肘部之處。被打到時，會引起獨特的刺痛感，有時十分疼痛。肱骨在英文被稱為'the funny bone'，可能和這種奇怪感覺有關。另外，它的英文名humerus是'humorous'的同音詞，意為「滑稽的」。 尺神經在內上髁後方，當肘部受傷時經常也一起受傷。
- 上臂的橫切面（英语：Transverse plane）
- 上臂的橫切面
- 肱骨及附近組織

## 功能

### 連接的肌肉
三角肌起自鎖骨外三分一、肩峰及肩胛骨棘突。它結束於肱骨的三角肌粗隆。三角肌與肩關節的外展、伸展、回轉有關。棘上肌同樣由肩胛骨棘突起始，結束於肱骨的大結節。它協助肩關節的外展。
胸大肌、大圓肌及背闊肌附着於肱骨的結節間溝。它們負責肱骨的內展及內旋。
棘下肌及小圓肌附着於肱骨大結節。它們負責肱骨的外旋。肩胛下肌則附着於肱骨小結節，負責肱骨的內旋。
二頭肌、肱肌及肱撓肌負責屈曲手肘。注意二頭肌並沒有連接到肱骨上。三頭肌及肘肌附着於肱骨後方，負責伸直手肘。
棘上肌、棘下肌、小圓肌及肩胛下肌四者合稱旋轉肌群。這組肌肉負責穩定肩關節。肩關節雖然活動能力強，但這也意味着它天生較不穩定。附近其他肌肉在抬起、放下物件及拉、推物件時協肋平衡。
|  |  |  |  |  | 1. 棘上肌 2. 背闊肌 3. 胸大肌 4. 三角肌 5. 肱撓肌 6. 橈側伸腕長肌 7. 伸肌總腱 8. 肩胛下肌 9. 大圓肌 10. 喙肱肌 11. 肱肌 12. 旋前圓肌 13. 屈肌總腱 |

|  |  |  |  |  |

## 其他動物
兩棲動物的原始化石顯示牠們的上肢和下肢沒有或只有極短的長骨，所以牠們的肢體十分短小。絕大部分今日的四足類則有類似人類的肱骨。在許多爬蟲類及原始哺乳類動物中，下肢有一個大孔供神經和血管經過。

## 附加影像

本動畫中肱骨以紅色標示。
左肱骨旋轉動畫。
人的手臂。
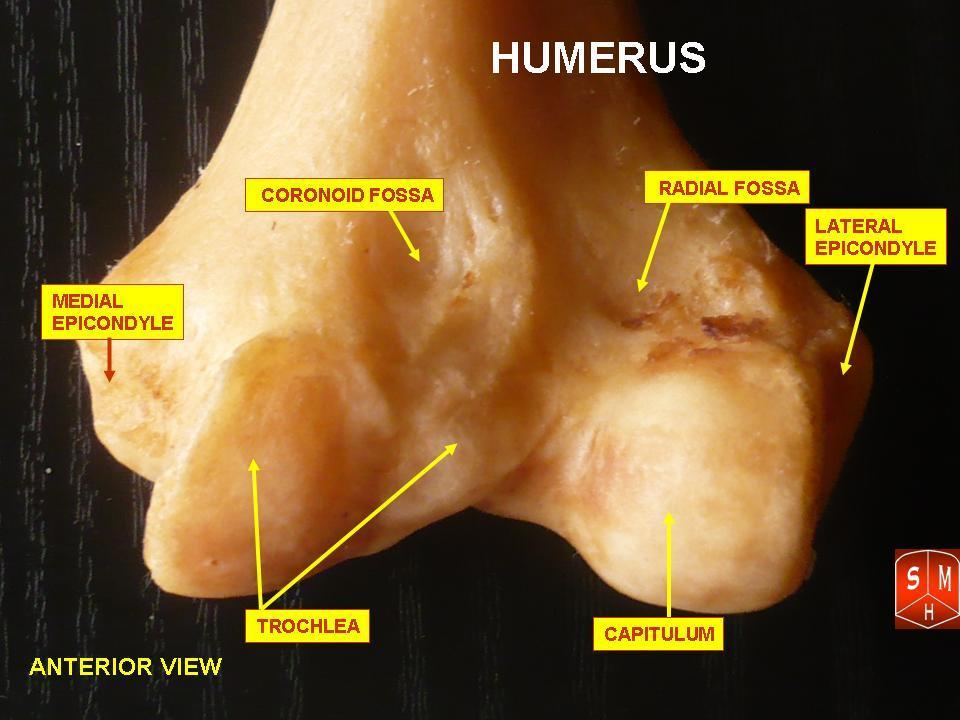
肱骨末端骨骺（前向後視角）。
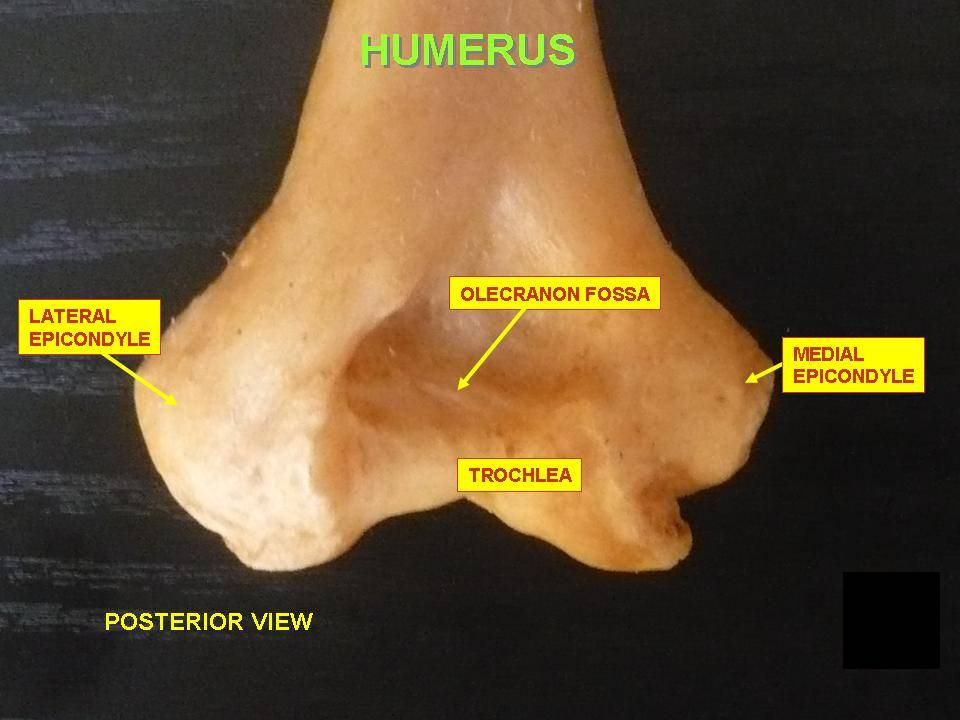
肱骨滑車（後向前視角）。
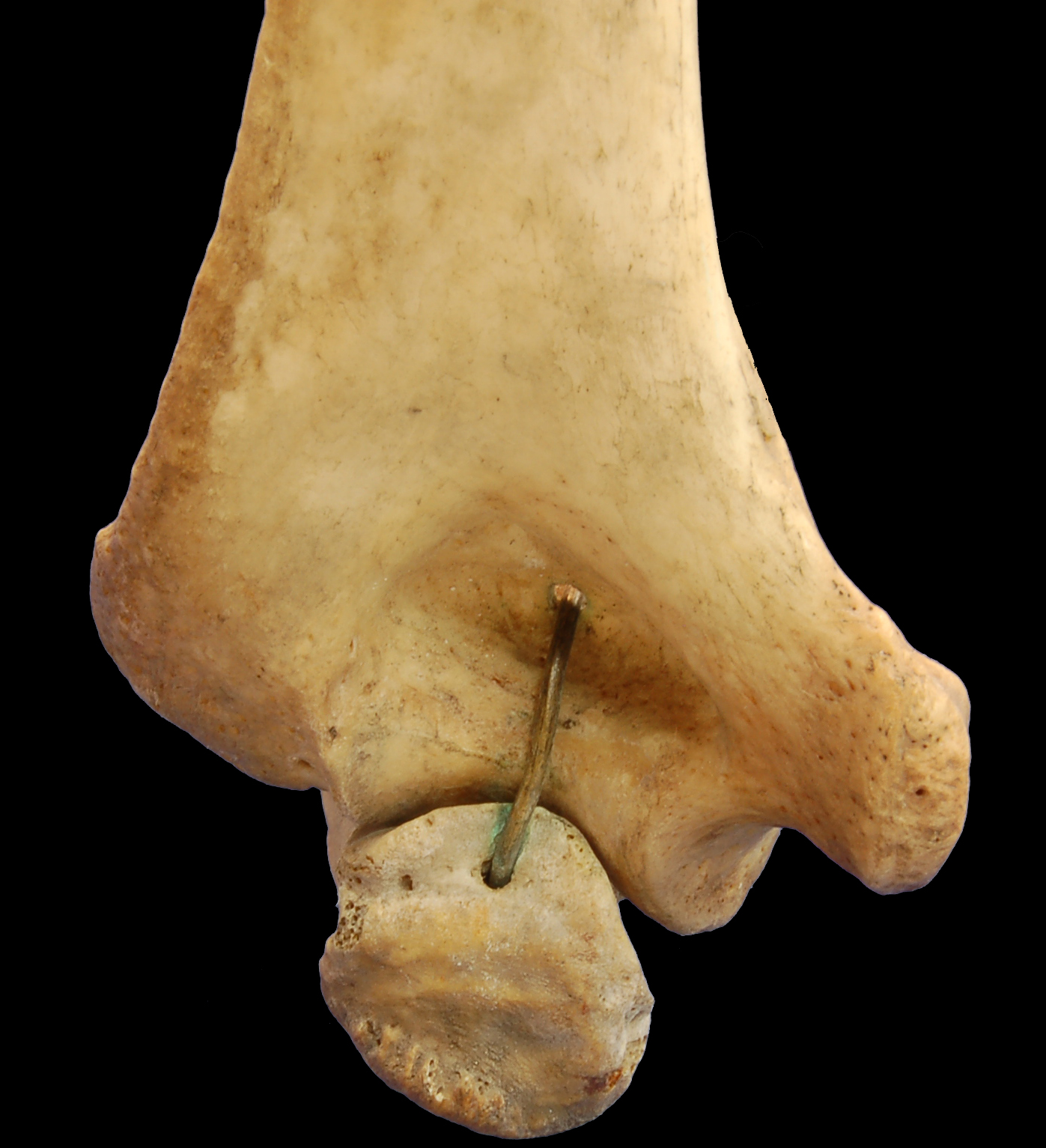
肱骨末端骨骺（後向前視角）。
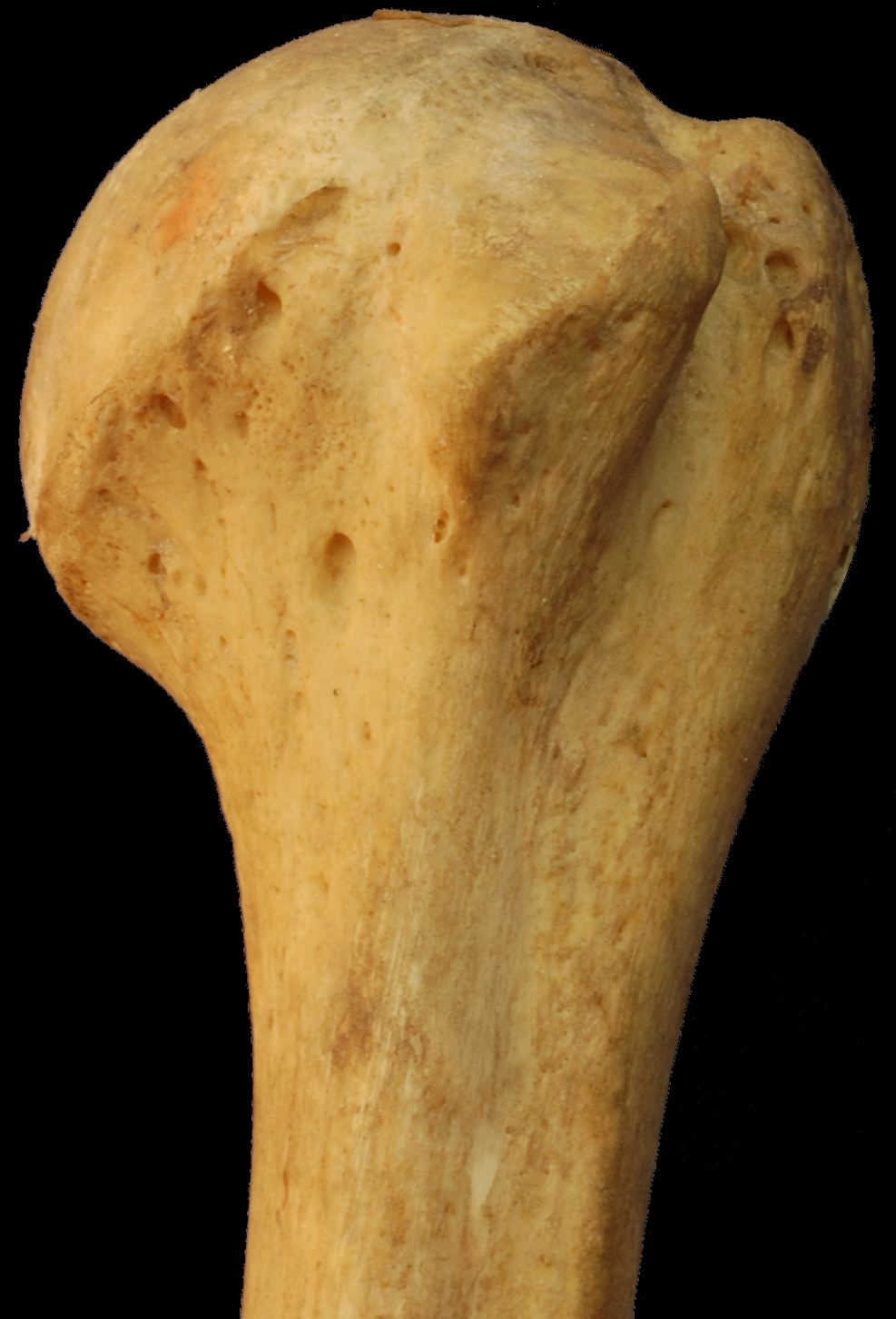
肱骨頂端骨骺（前向後視角）。
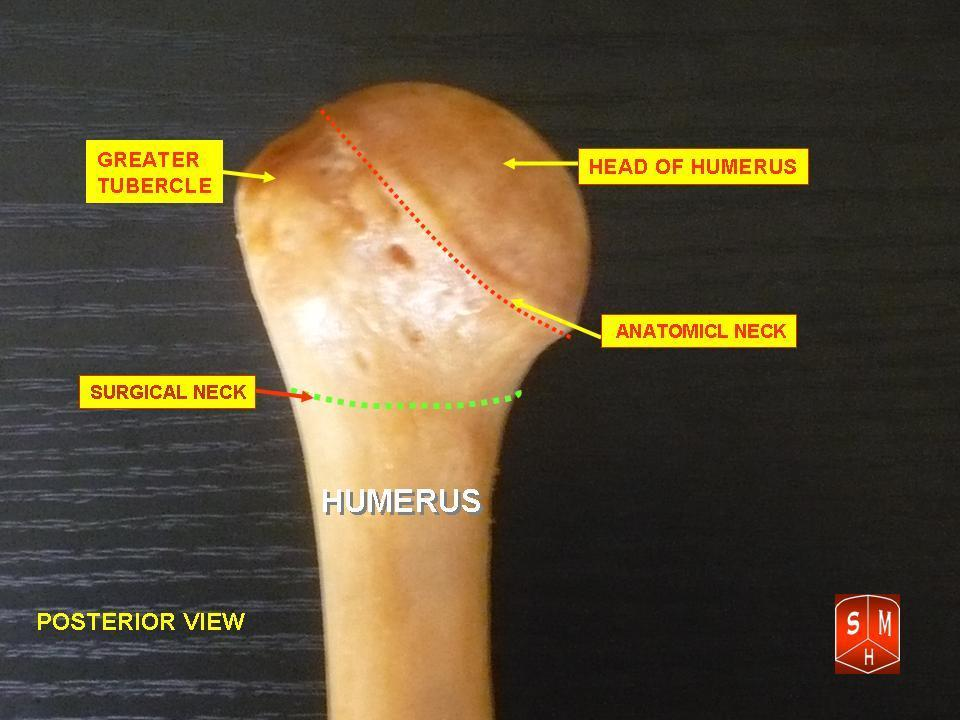
肱骨頂端骨骺（後向前視角）。
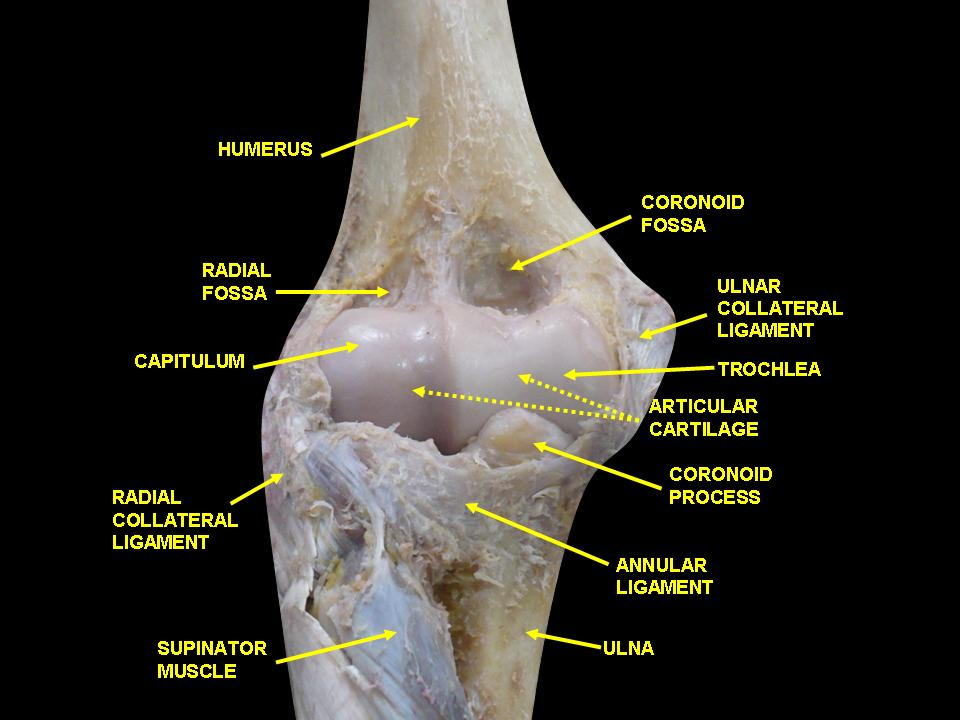
肘關節深層解剖（前向後視角）。
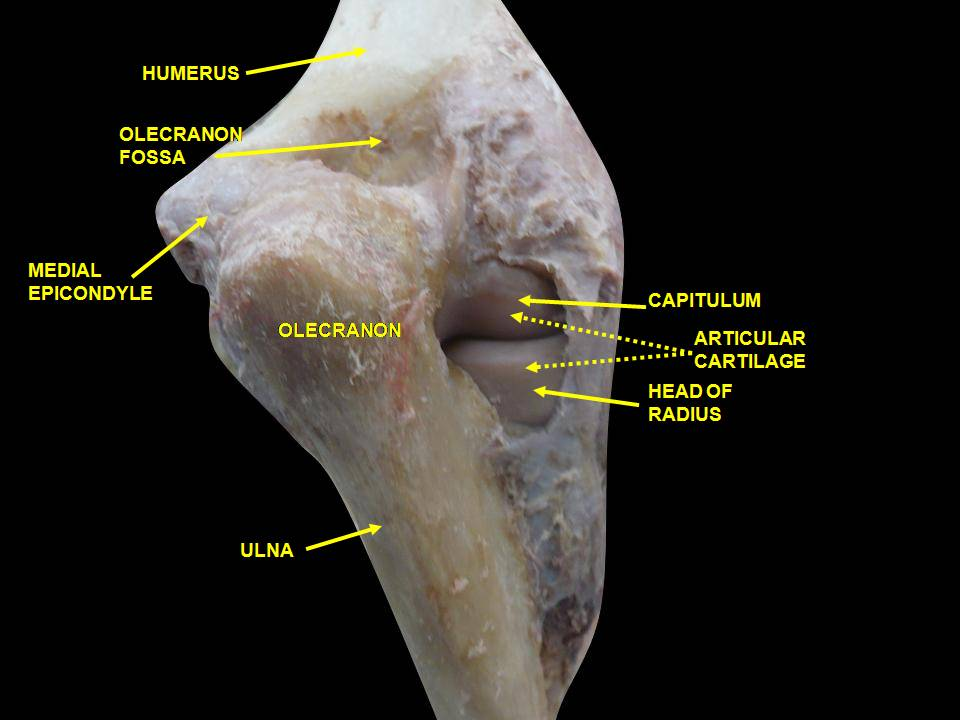
肘關節深層解剖（後向前視角）。
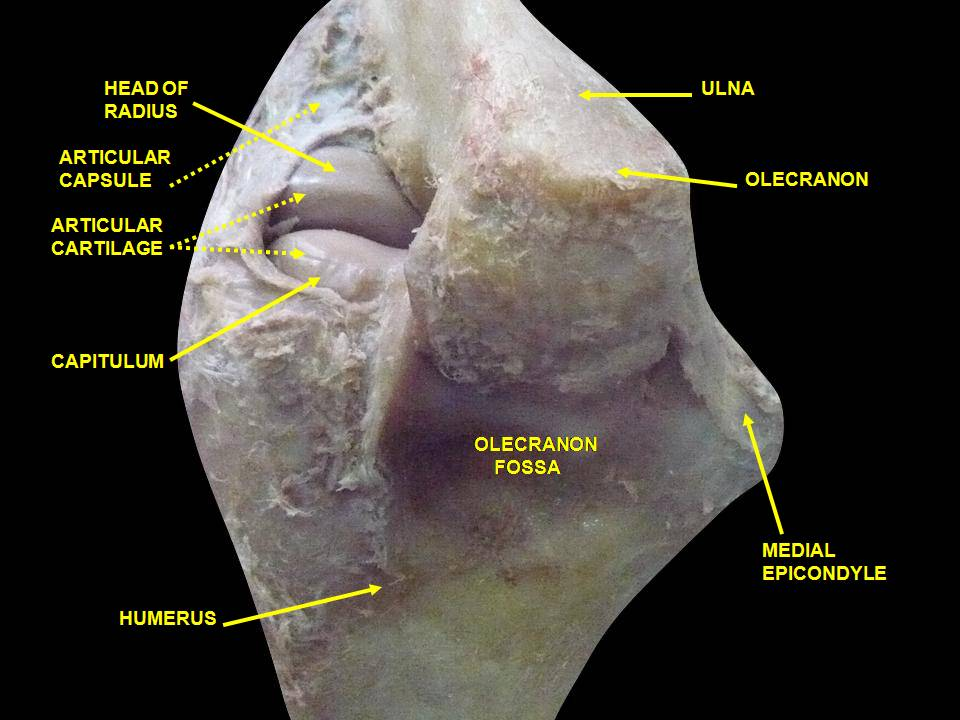
肘關節深層解剖（後向前視角）。

## 骨化
頂端骨骺板在20歲閉合。這部位1歲生成肱骨頭，3歲生成大結節，5歲起生成小結節。
末端骨骺板在16到17歲左右閉合。這部位2歲生成肱骨滑車的外側邊緣，10歲生成肱骨滑車的內側邊緣。外上髁及內上髁分別在12歲及6歲起生成。

## 外部連結
- 解剖學（Anatomy）-骨頭-Humerus（肱骨） （页面存档备份，存于）
- . . 1905.